# Sugárút

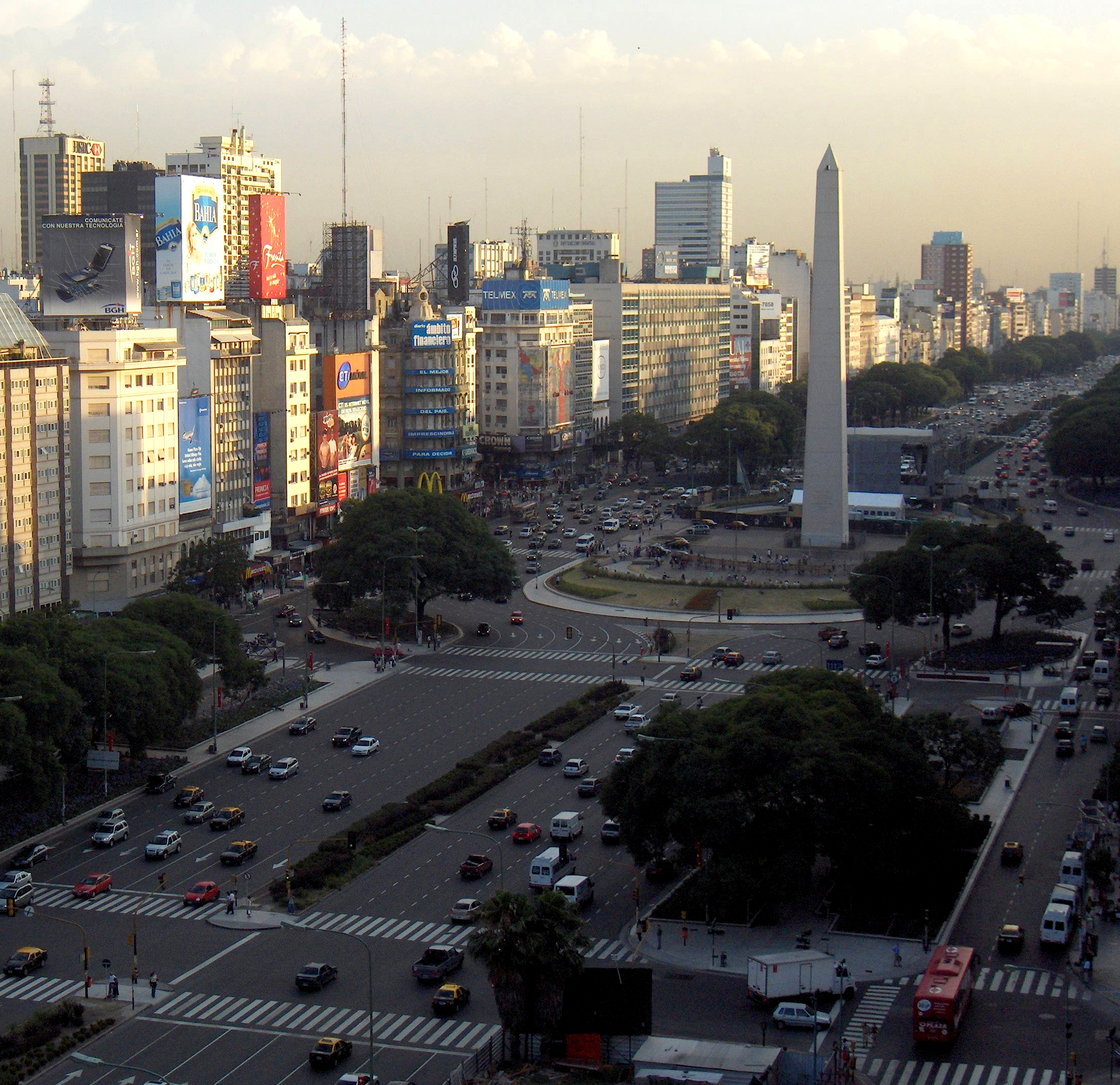
Sugárút: az Avenida 9 de Julio látképe

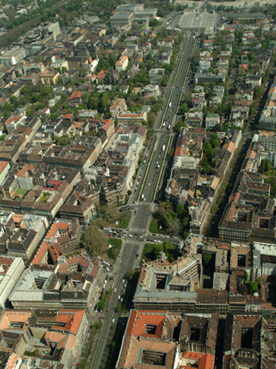
Az Andrássy út madártávlatból

A sugárút legtöbbször fákkal szegélyezett széles, egyenes utat jelent. A városok növekedésével a jellemzően városból kivezető sugárutak a város részeivé váltak, nevükben megőrizve, esetleg elhagyva a sugárút nevet.
A budapesti Andrássy út hivatalos elnevezése is egyszerűen Sugárút volt az 1880-as évek első felében, mivel sugárirányban fut kifelé a Belvárosból, a koncentrikus köröket alkotó körutakra merőlegesen. Ilyen értelemben ma is sugárútnak nevezhető Budapesten az Andrássy út mellett a Váci út, a Szabad sajtó út és annak folytatásai: a Kossuth Lajos utca, a Rákóczi út, a Kerepesi út és az az Üllői út is.
Ma Magyarországon a sugárút nevet mindössze a budapesti Rákoskert sugárút, a debreceni Egyetem sugárút, a szegedi belvárosból centrálisan kivezető széles utak (Boldogasszony sgt., Petőfi Sándor sgt., Kálvária sgt., Kossuth Lajos sgt., Csongrádi sgt., József Attila sgt., Szilléri sgt.), a Makó vasútállomása és belvárosa között kapcsolatot teremtő Lonovics sugárút, valamint a gyulai vasútállomást és belvárost összekötő Béke sugárút viseli hivatalosan.
A sugárutak jellemzően a város reprezentatív utcái közé tartoznak, gyakran a város legfontosabb utcái. Ismertebb sugárutak közé tartozik például:
- Ötödik sugárút, New York
- Champs-Élysées, Párizs
- İstiklal sugárút, Isztambul
- Gediminas sugárút, Vilnius
- Nyevszkij proszpekt, Szentpétervár

A világ legszélesebb sugárútjának gyakran a Buenos Aires-i Avenida 9 de Juliót mondják, ha az út voltaképpeni 2×7 sávjához az ettől fás résszel elválasztott további 2×3 (a járdával együtt 2×4) sávot is hozzáértjük: így összesen 140 m széles.
Az Egyesült Államok egyes városaiban hálós utcaszerkezetnek köszönhetően az utcanevekből megállapítható az utca iránya, a sugárutak (avenue) észak–déli, míg az utcák (street) kelet–nyugati irányúak.